# Hahncappsia
Hahncappsia är ett släkte av fjärilar. Hahncappsia ingår i familjen Crambidae.

## Bildgalleri

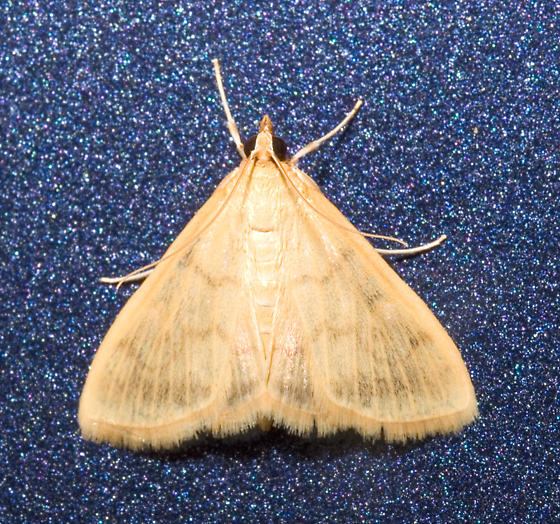

## Dottertaxa tillHahncappsia, i alfabetisk ordning[1]
- Hahncappsia alpinensis
- Hahncappsia autocratoralis
- Hahncappsia cayugalis
- Hahncappsia chiapasalis
- Hahncappsia cochisensis
- Hahncappsia coloradensis
- Hahncappsia conisphora
- Hahncappsia corozalis
- Hahncappsia cynoalis
- Hahncappsia ecuadoralis
- Hahncappsia entephrialis
- Hahncappsia fallalis
- Hahncappsia fordi
- Hahncappsia huachucalis
- Hahncappsia jacalensis
- Hahncappsia jaralis
- Hahncappsia lautalis
- Hahncappsia mancalis
- Hahncappsia marculenta
- Hahncappsia marialis
- Hahncappsia mellinialis
- Hahncappsia neobliteralis
- Hahncappsia neomarculenta
- Hahncappsia neotropicalis
- Hahncappsia nigripes
- Hahncappsia pergilvalis
- Hahncappsia phriscalis
- Hahncappsia potosiensis
- Hahncappsia praxitalis
- Hahncappsia pseudobliteralis
- Hahncappsia purulhalis
- Hahncappsia ramsdenalis
- Hahncappsia sacculalis
- Hahncappsia suarezalis
- Hahncappsia venadialis
- Hahncappsia volcanensis
- Hahncappsia yucatanalis